# 卡索里亞
卡索里亞是位於義大利南部坎帕尼亞大區那不勒斯省的一個城市。位於那不勒斯以北9公里處。在2004年12月31日，有人口82,403人。面積12平方公里。

## 外部連結
- www.comune.casoria.na.it（页面存档备份，存于）